# Fraser Stoddart
Pour les articles homonymes, voir Stoddart.
Sir Fraser Stoddart, né le 24 mai 1942 à Édimbourg et mort le 30 décembre 2024 en Australie, est un chimiste britannique du département de chimie de l'université Northwestern.
Ses travaux lui ont valu le prix Nobel de chimie en 2016.
Il travaille dans les domaines de la chimie supramoléculaire et de la nanotechnologie. Il a développé des synthèses très efficaces d'architectures moléculaires entrelacées comme le borroméane, formé d'un nœud borroméen moléculaire, les caténanes et les rotaxanes utilisés en reconnaissance moléculaire et dans des processus d'auto-assemblage moléculaire. Il a démontré que ces objets topologiques peuvent être employés comme interrupteurs moléculaires ou comme moteurs moléculaires. Lui et son groupe se sont même servis de ces molécules pour fabriquer des machines nanoélectroniques et des systèmes nanoélectromécaniques (NEMS). Ses efforts ont été reconnus par de nombreux prix dont le King Faisal International Prize in Science en 2007.

## Biographie
James Fraser Stoddart est né le 24 mai 1942 à Édimbourg en Écosse. Il reçut son baccalauréat en sciences (Bachelor of Science) en 1964 et obtint le titre de docteur (Ph.D.) en 1966 de l'université d'Édimbourg. En 1967, il part à l'Université Queen's au Canada en tant que postdoctorant boursier du Conseil national de recherches Canada et, en 1970, à l'Université de Sheffield en tant que Research Fellow (chargé de recherche) de l'Imperial Chemical Industries avant de rejoindre le corps enseignant comme maître de conférences en chimie. Il a été invité du Conseil de recherche en sciences principal, à l'Université de Californie à Los Angeles (UCLA), en 1978. Après avoir passé une période sabbatique (1978-81) à l'ICI Corporate Laboratory (Laboratoire d'entreprise ICI) à Runcorn, il est retourné à Sheffield où il a été promu Readership en 1982. Il a obtenu le grade de docteur ès sciences à Édimbourg en 1980 pour ses recherches sur la stéréochimie au-delà de la molécule. En 1990, il s'installe à la chaire de chimie organique à l'université de Birmingham et en a été le directeur de l'École de chimie (1993-97) avant de partir pour l'UCLA comme le professeur de chimie Saul Winstein en 1997. En juillet 2002, il est devenu le codirecteur par intérim du NanoSystems California Institute (CNSI). En mai 2003, il devient président Fred Kavli de Nanosystèmes Sciences et occupe, jusqu'au mois d'août 2007, le poste de directeur du CNSI. Il a été nommé Knight Bachelor, lors des distinctions honorifiques du Nouvel An 2006, par la reine Élisabeth II.
James Fraser Stoddart meurt le 30 décembre 2024 à l'âge de 82 ans en Australie.

## Recherches

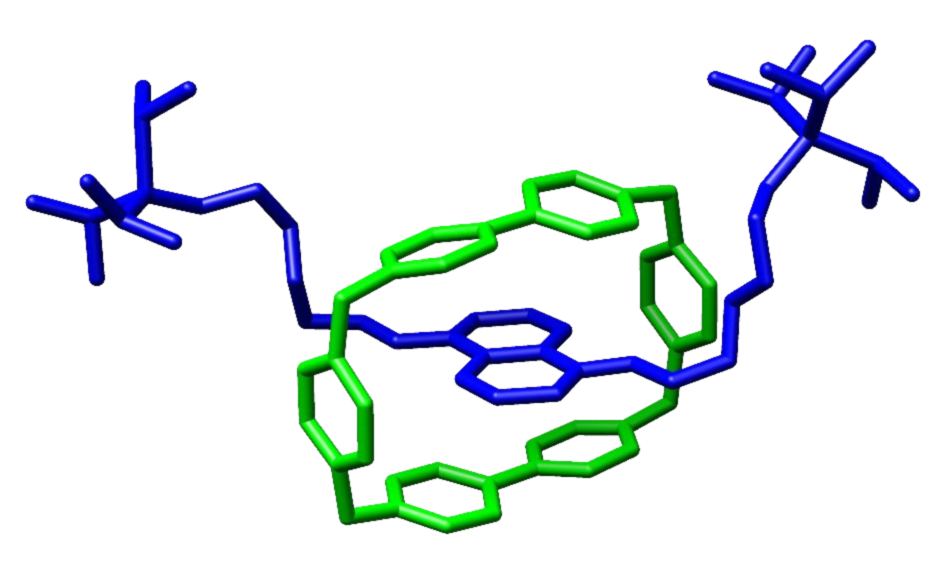
Structure cristalline d'un rotaxane construit avec le macrocycle cyclobis(paraquat-p-phenylene), publié par Stoddart et collaborateurs dans Eur. J. Org. Chem., 1998, pp. 2565-2571.

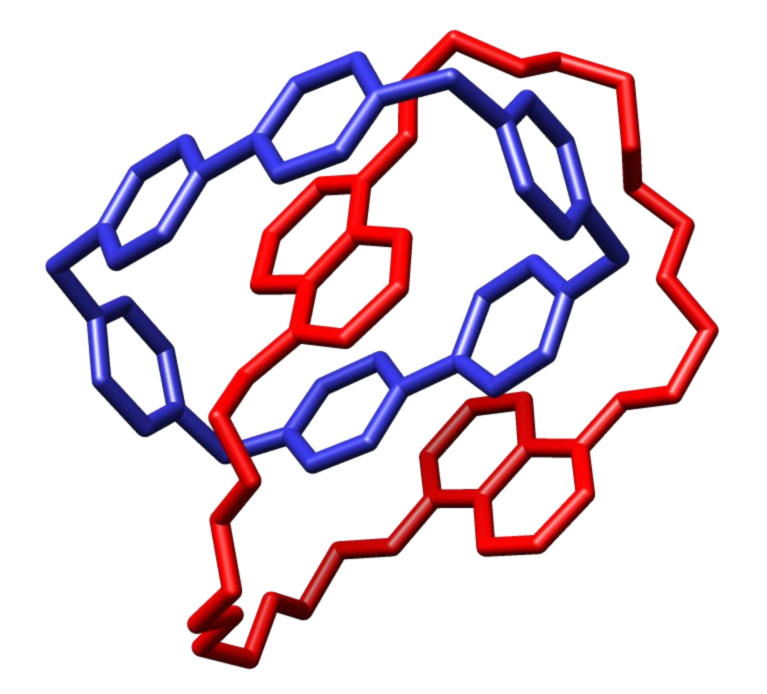
Structure cristalline d'un catenane construit avec le macrocycle cyclobis(paraquat-p-phenylene), publié par Stoddart et collaborateurs dans Chem. Commun., 1991, pp. 634-639.

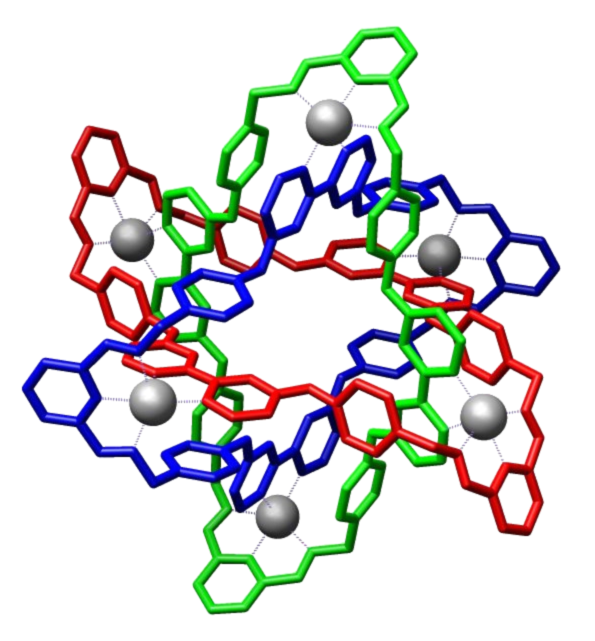
Structure cristalline d'un borroméane (nœud borroméen moléculaire), publié par Stoddart et collaborateurs dans Science, 2004, vol. 304, pp. 1308-1312.

Une de ses contributions majeures est le développement d'architectures moléculaires entrelacées (en) par la mise au point de synthèses efficientes de ces molécules basées sur le cyclobis (paraquat-p-phénylène) pour obtenir des rotaxanes et des caténanes. En utilisant la chimie covalente dynamique, son groupe a publié la synthèse de l'architecture moléculaire entrelacée la plus avancée, appelée nœud borroméen moléculaire (en) (borroménane). Les bons protocoles développés lors de la synthèse de cette molécule ont été utilisés pour construire des machines moléculaires dont le fonctionnement est basé sur le mouvement des différents composants. Ces machines moléculaires sont potentiellement utilisables comme capteurs moléculaires (en), actionneurs, amplificateurs et interrupteurs moléculaires et peuvent être contrôlées chimiquement, électriquement ou optiquement.
James F. Stoddart a été un pionnier dans l'emploi de ces architectures moléculaires entrelacées (en) pour créer des systèmes nanomécaniques (en). Il a démontré que de tels dispositifs peuvent être fabriqués en utilisant une combinaison d'une approche bottom-up d'auto-assemblage moléculaire et d'une approche top-down de lithographie et de microfabrication.

## Style de représentation
Les articles de Stoddart et autres documents sont immédiatement reconnaissables à un style de représentation dessiné distinctif qu'il a développé dès les années 1980. Un cercle plein est souvent placé au milieu des cycles aromatiques des structures moléculaires qu'il a publiées, et différentes couleurs mettent en évidence les différentes parties des molécules. En effet, il est un des premiers chercheurs à faire un large usage de la couleur dans les publications en chimie. Ces différentes couleurs correspondent généralement aux différentes parties de la représentation « cartoon » de la molécule, mais sont également utilisés pour représenter des propriétés moléculaires -par exemple, le bleu est utilisé pour représenter les parties accepteur d'électron tandis que le rouge est utilisé pour représenter les parties donneur d'électron -. Stoddart maintient ce code de couleurs standardisées sur l'ensemble de ses publications et de ses autres présentations. Son style a été adopté par d'autres chercheurs publiant des articles de machines moléculaires basés sur ses synthèses.

## ClassementISI
Six parmi ses plus de 800 publications ont été citées 500 fois ou plus, 16 plus de 300, 82 plus de 100 et 203 plus de 50. Il a un h-index de 92. Pour la période de janvier 1997 à août 2007, il a été classé par l'Institute for Scientific Information comme le troisième chimiste le plus cité avec un total de 14 038 citations (à partir de 304 articles), soit une fréquence de 46,2 citations par article. Pendant 35 ans, plus de 260 doctorants et post doctorants ont été formés dans ses laboratoires et plus de 60 ont entrepris des carrières académiques indépendantes.
L'Institute for Scientific Information (ISI) a également prédit que J. Fraser Stoddart serait probablement gagnant du Prix Nobel de chimie 2005 avec George M. Whitesides et Seiji Shinkai pour leurs contributions à l'auto-assemblage moléculaire. Cependant, le Prix fut attribué à Robert Grubbs, Richard Schrock et Yves Chauvin, pour leurs travaux sur le développement de la méthode de la métathèse en synthèse organique.
Néanmoins finalement en 2016, il se voit décerner le prix Nobel de chimie en compagnie de Bernard Lucas Feringa (Pays-Bas) et de Jean-Pierre Sauvage (France).

## Honneurs et distinctions
- 2022 : Doctorat honorifique de l'Université Laval en chimie.